# Hollander Motor Company
Hollander Motor Company war ein US-amerikanischer Hersteller von Automobilen.

## Unternehmensgeschichte
E. R. Hollander war Teilhaber an der Hol-Tan Company. Er betrieb einen Autohandel in Boston in Massachusetts. Die Hollander Motor Company hatte den Sitz an der Boylston Street in Boston. Dieses Unternehmen galt als Hersteller und Händler. Anfang 1913 waren im Gebiet Neuengland zwei Fahrzeuge der Marke Hollander registriert.

## Fahrzeuge
Das einzige bekannte Modell hatte einen Motor mit 22 PS Leistung.